# نهائي كأس الكؤوس الإفريقية 1975
نهائي كأس أفريقيا للأندية أبطال الكؤوس 1975 هي المباراة النهائية للنسخة الأولى من كأس أفريقيا للأندية أبطال الكؤوس .
وتوج بها تونير ياوندي الكاميروني على حساب ستيلا أبيدجان الإفواري .

## الفرق
- تونير ياوندي
- ستيلا أبيدجان

## الوصول إلى النهائي
| الفريق                | الدور       | إجم. | نتيجة.ذ | نتيجة.إ |
| --------------------- | ----------- | ---- | ------- | ------- |
| الإتحاد السكندريانسحب | ربع النهائي | 3–4  | 0–4     | 3–0     |
| موفوليرا ووندرز       | نصف النهائي | 3–2  | 2–2     | 1–0     |

| الفريق          | الدور       | إجم. | نتيجة.ذ | نتيجة.إ |
| --------------- | ----------- | ---- | ------- | ------- |
| افودجي أتاكبامي | ربع النهائي | 5–0  | 1–0     | 4–0     |
| جان دارك        | نصف النهائي | 4–3  | 2–2     | 2–1     |

انسحب الاتحاد السكندري في المباراة في الدقيقة 70' في مباراة الإياب

## النهائي
| تونير ياوندي | 4–1   | ستيلا أبيدجان |
| ------------ | ----- | ------------- |
|              | تقرير |               |

| ستيلا أبيدجان | 0–1   | تونير ياوندي |
| ------------- | ----- | ------------ |
|               | تقرير |              |